# Trece postres

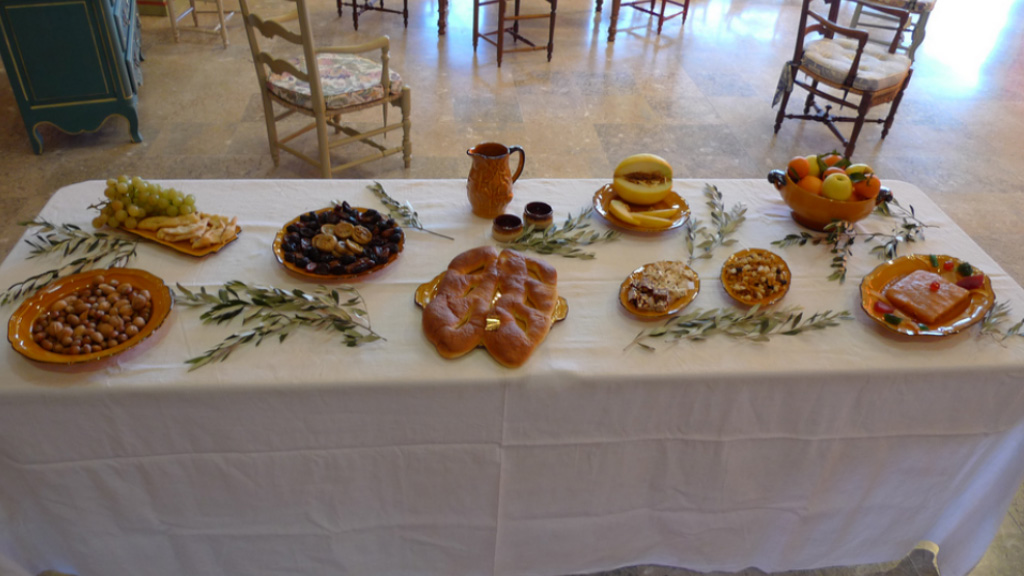
Trece postres.

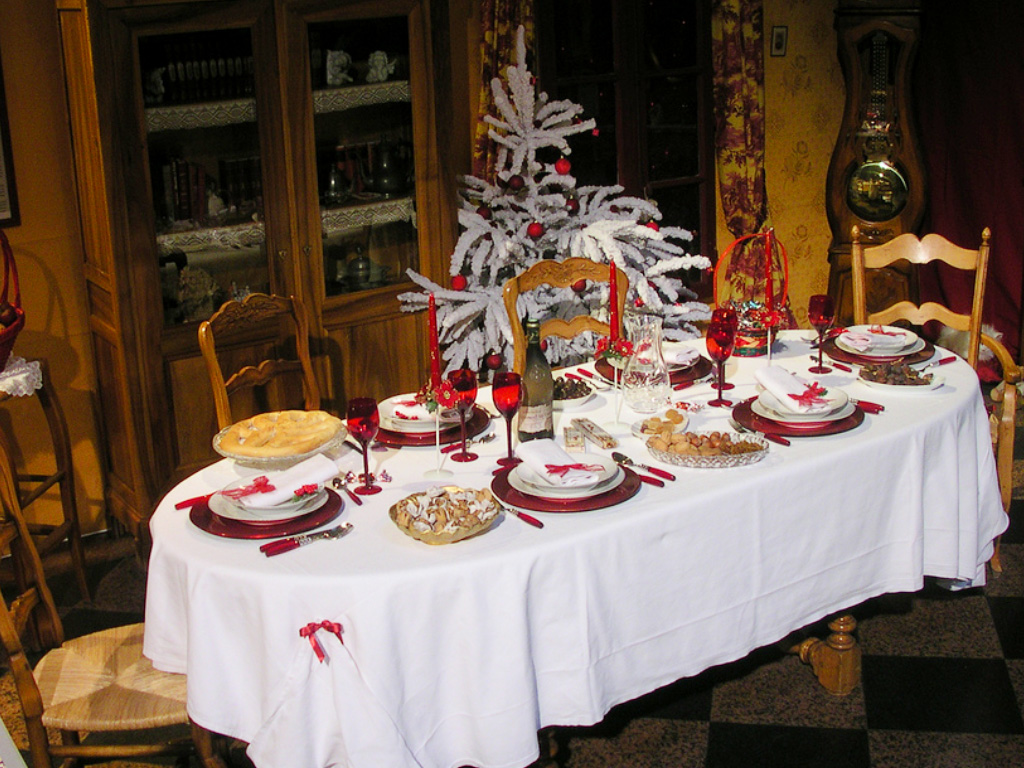
Los trece postres presentados en el ayuntamiento de Aviñón en 2011.

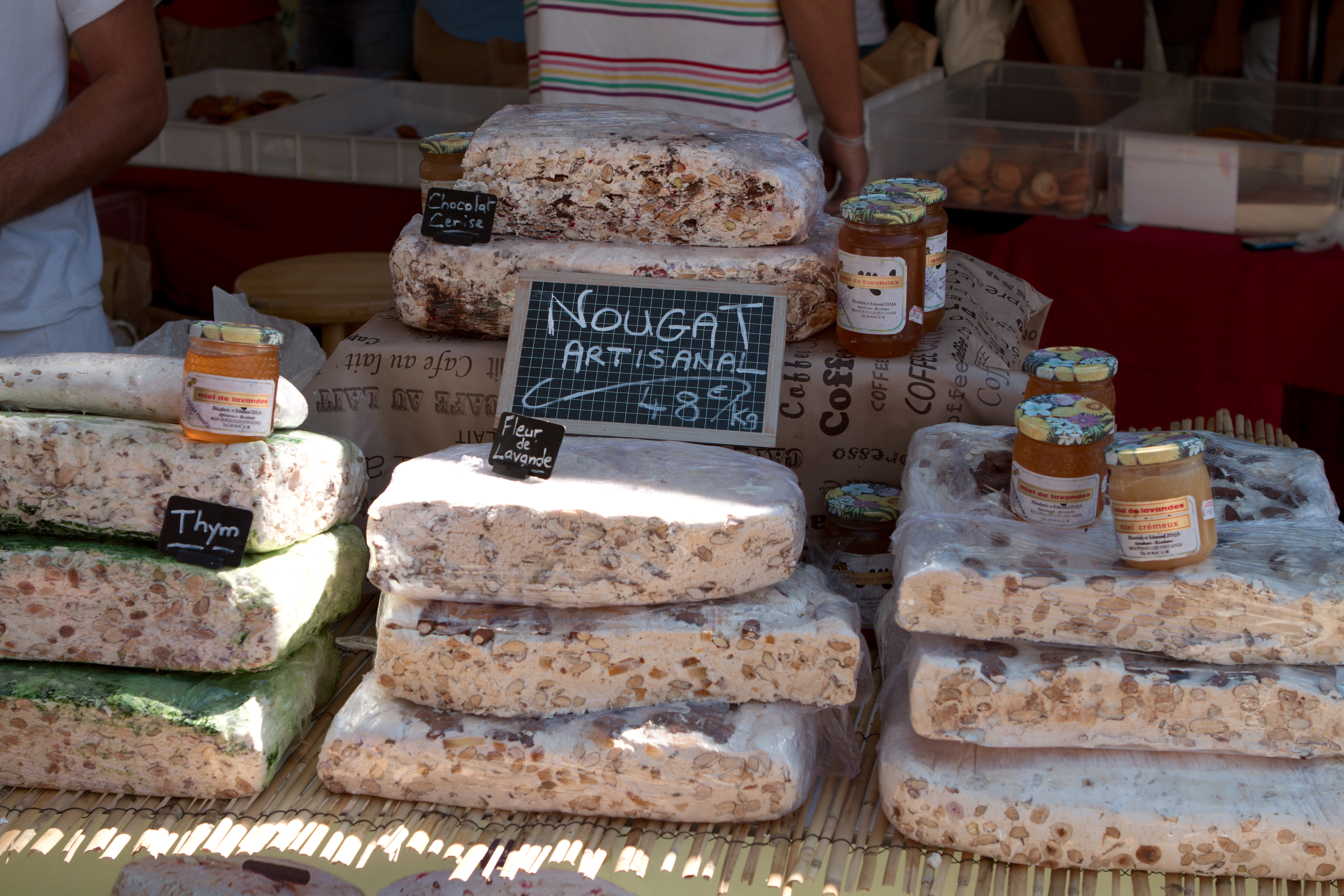
Nougat blanco.

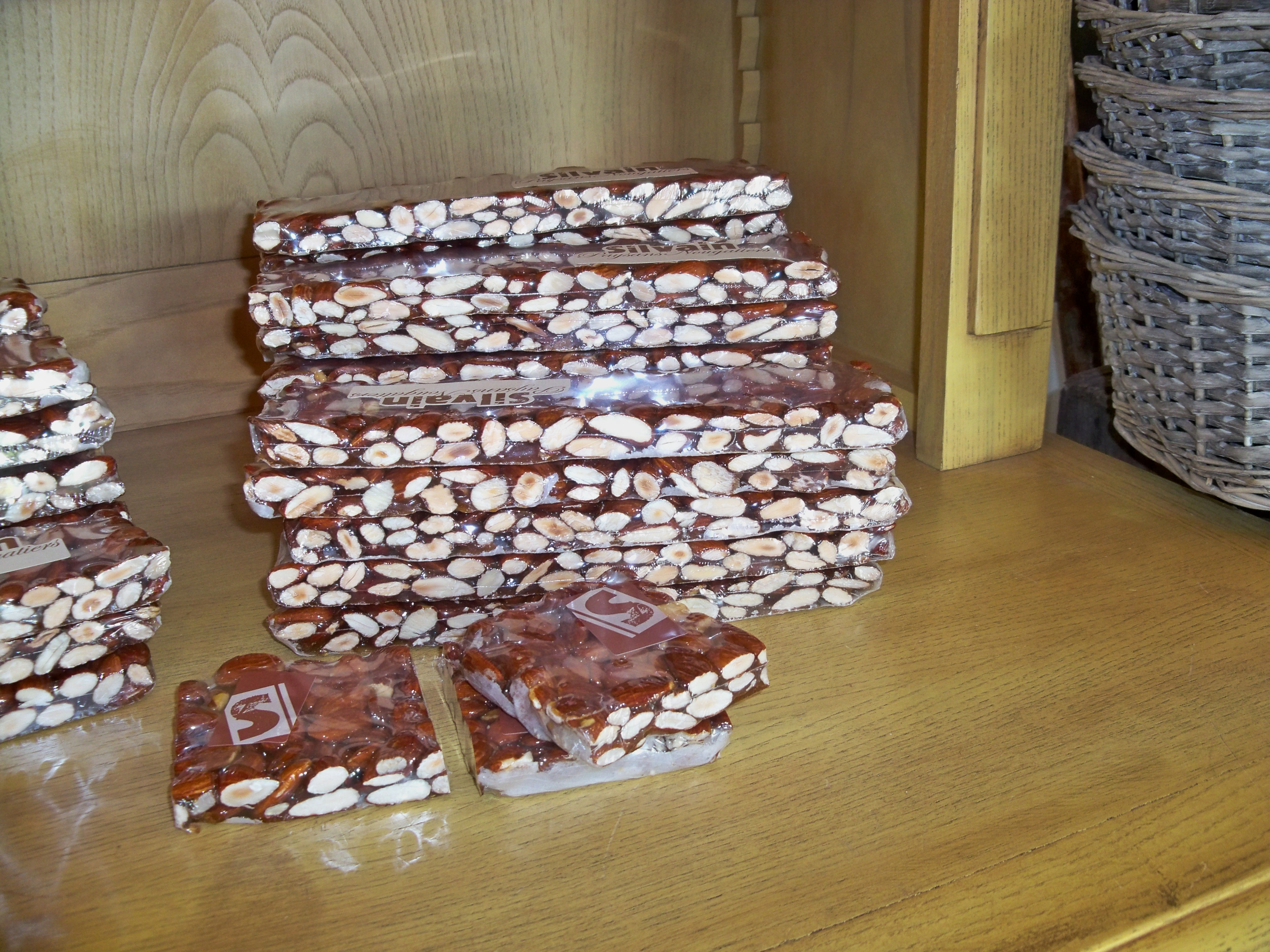
Nougat negro.

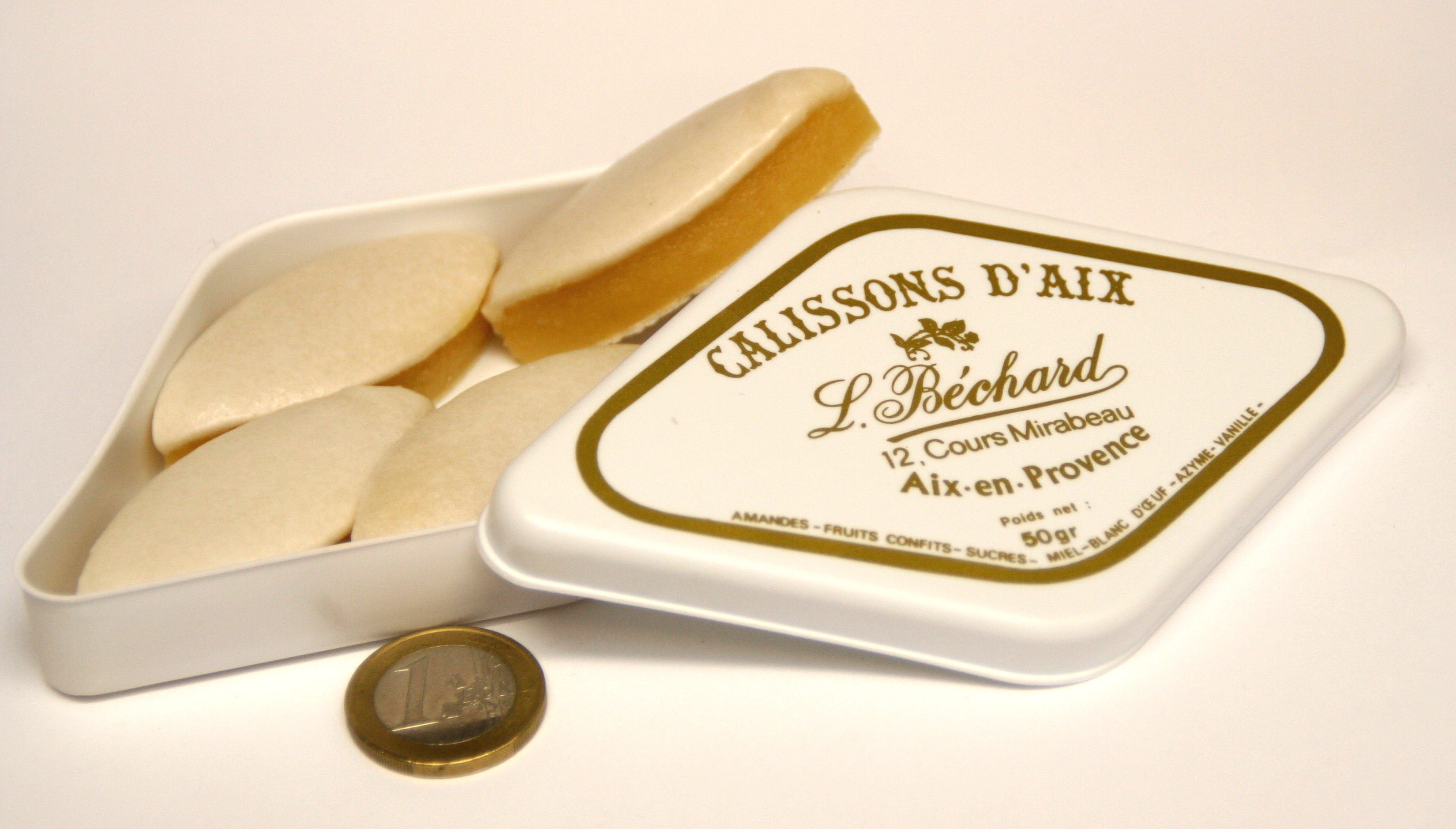
Calissons de Aix-en-Provence.

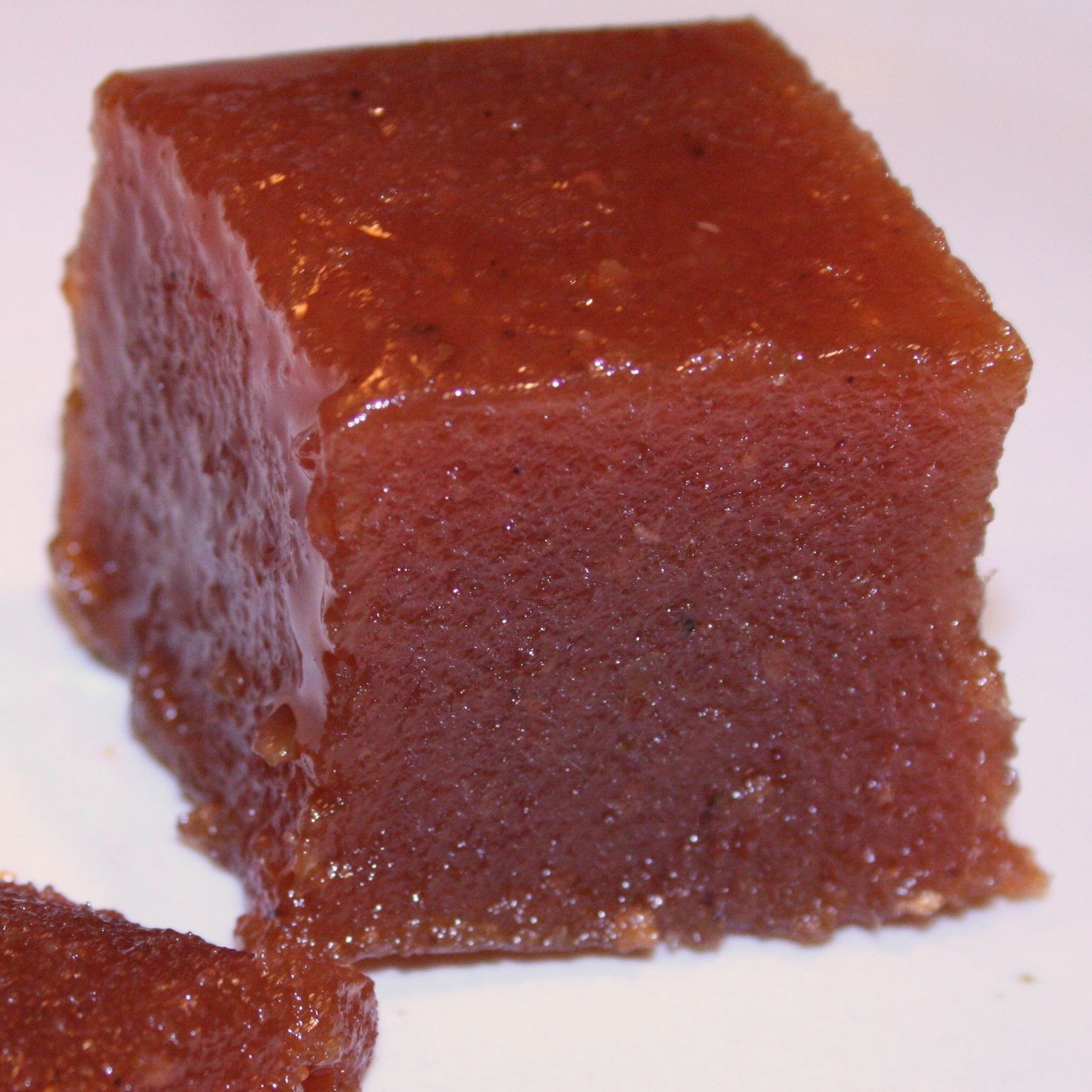
El dulce de membrillo se hace también de manzana, ciruela, cítricos y albaricoques; son las pâtes de fruits (pasta o dulce de frutas), muy frecuentes en los trece postres.

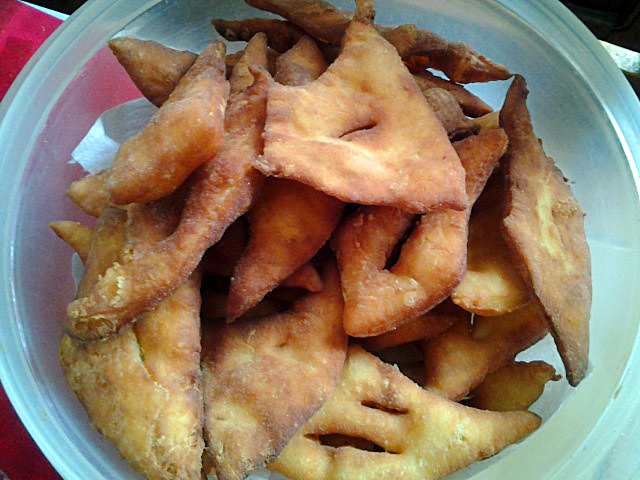
Bugnes.

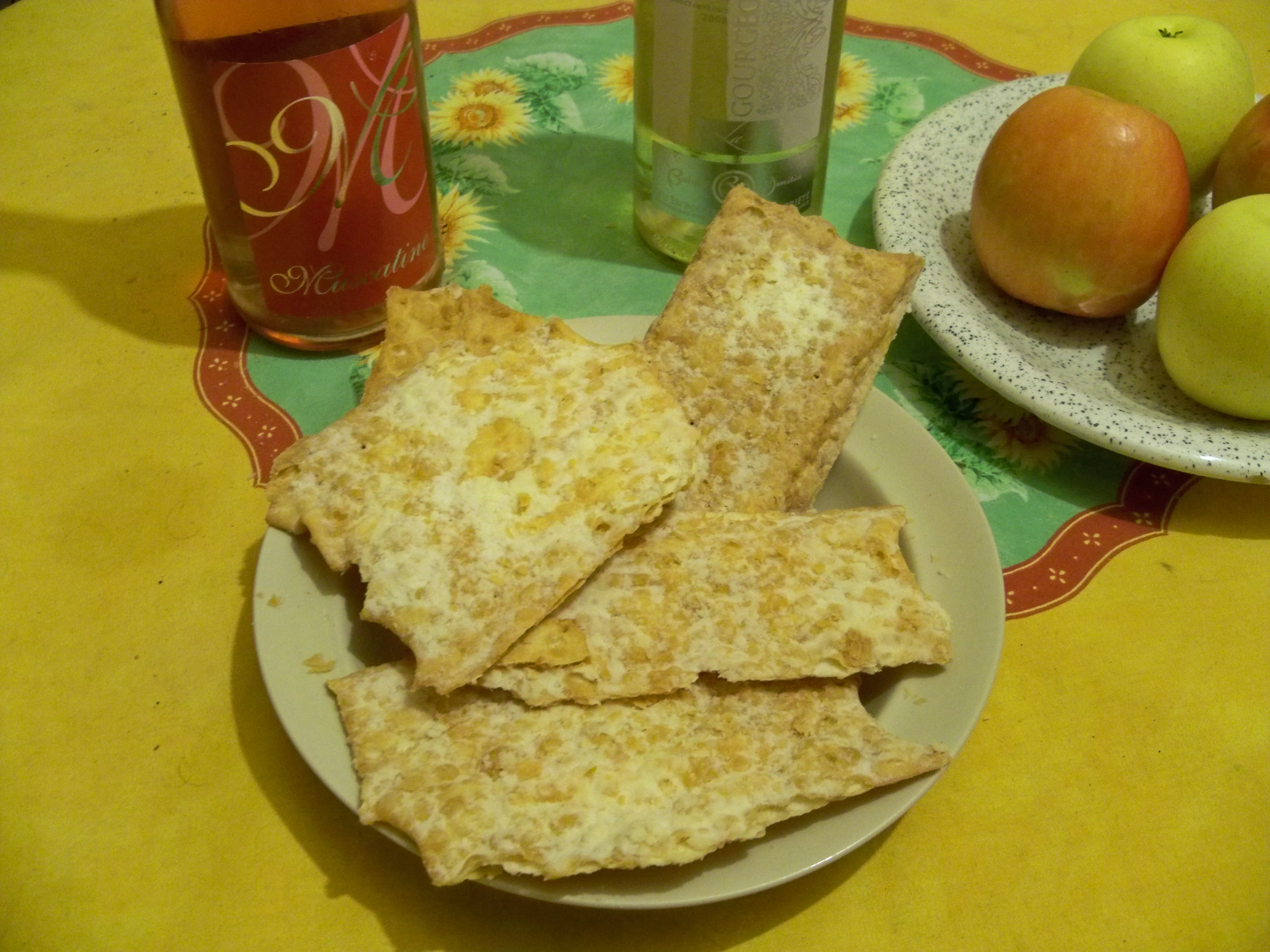
Orelletes.

Los trece postres (en francés literalmente como Treize desserts) consiste en un postre tradicional de la culinaria francesa que se sirve en Navidad en la región de Provenza. La cena de Nochebuena, llamada el (Gros souper) acaba con un ritual de 13 postres, que representarían a Jesús de Nazaret con los 12 apóstoles. Los postres servidos suelen ser trece pero pueden ser más y suelen variar en cada familia de acuerdo con la tradición familiar, y según la región o el pueblo. La tradición o rito culinario de servirlos a la mesa se mantiene después de Nochebuena hasta el 27 de diciembre.
Se trata de una tradición ancestral que se inscribe en la tradición mediterránea de compartir la abundancia con generosidad en Navidad. La denominación "trece postres" es relativamente reciente y se ha extendido a partir de los años 1920-1930 a raíz de los trabajos de recuperación de la cultura provenzal de Frédéric Mistral y de su asociación El Félibrige, sin bien éstos no le atribuyeron ni número ni nombre. Ninguna fuente anterior a aquellos años precisa que han de ser trece ni indica cuántos tienen que ser, solo concuerdan en que los postres tienen que ser muy abundantes. La única fuente histórica en la que aparece la cifra es la obra Explication des usages et coutumes des Marseillais de F. Marchetti, un sacerdote de la Iglesia de Marsella, que describió en 1683 las costumbres navideñas locales; remarcaba que en la mesa del gros souper se colocaban 13 panes –12 pequeños y uno grande— en recuerdo de Cristo y sus 12 apóstoles. La tradición de los trece postres habría aparecido por lo tanto en sustitución de los trece panes, y provendría de Marsella.
Tampoco existe una lista limitativa ni exhaustiva. La tradición indica sin embargo que ciertos componentes no pueden faltar y son imprescindibles, independientemente de las variantes locales: la pompe à l'huile (un tipo de fougasse dulce), el nougat, los frutos secos y las frutas frescas locales. Tradicionalmente se acompaña de un vin cuit.

## Frutos secos
Los «cuatro mendigos»  (les quatre mendiants) representan las cuatro órdenes monásticas mendicantes: Dominicos, Franciscanos, Augustinianos y los Carmelitas.
- Pasas (Dominicos)
- Nueces o avellanas[7] (Augustinianos)
- Higos secos (Franciscanos)
- Almendras (Carmelitas)

Se suelen añadir los siguientes:
- Dátiles, representan Egipto y Oriente donde Jesús vivió[8]
- Ciruelas pasas (las más reputadas en la región proceden de Brignoles)[9]

## Frutas frescas
- Uvas
- Manzanas
- Peras
- Naranjas
- Melón verde
- Mandarina

## Dulces
- Dos tipos de nougat:
  - Nougat negro (Nougat noir), o un tipo de turrón duro elaborado con miel o azúcar y almendras
  - Nougat blanco (Nougat blanc), un tipo de turrón blando elaborado con azúcar, huevo, pistachos, miel y almendras
- Pompes à l'huile, una variante de fougasse, un pastel dulce elaborado con masa de pan abriochado[9] y aromatizado con agua de azahar y aceite de oliva[8]
- Biscotins (galletas) de Aix;
- Calissons de Aix,[10] pasta de almendras con azúcar glas (Mazapán)
- Fruta confitada
- Cidra confitada
- Casse-dents de Allauch (galleta dura y crocante, con almendras)
- Galletas saborizadas con comino e hinojo[9]
- Bugnes (un buñuelo frito y cubierto de azúcar)[9]
- Tortas fritas[10]
- Orelletes, galletas hechas de una masa fina, ligera y crujiente, frita en aceite.[3]
- Dulce de membrillo (Pâte de coing)[9][10]
- mermeladas hechas en otoño, en época de vendimia[8]